# Parti socialiste ouvrier (Suisse)
Pour les articles homonymes, voir Parti socialiste ouvrier.
Le Parti socialiste ouvrier (en allemand : Sozialistische Arbeiterpartei [SAP] ; (en italien : Partito socialista dei lavoratori), est un ancien parti suisse d'inspiration marxiste. Scission du Parti ouvrier populaire vaudois, il se nomme Ligue marxiste révolutionnaire de sa création en 1969 jusqu'en 1980.

## Histoire
En automne 1969, la tendance de gauche du Parti ouvrier populaire vaudois (rattaché sur le plan national au Parti suisse du travail) fait sécession et forme à Lausanne la Ligue marxiste révolutionnaire (LMR), qui adhère en 1974 à la IVe Internationale trotskiste (Internationales ouvrières). Pour souligner son attachement au monde ouvrier, la LMR se donne le nom de Parti socialiste ouvrier en 1980.
À son apogée, le parti compte environ 500 membres, en majorité romands. Dès le milieu des années 1970, il prend sérieusement part à des élections et conquiert quelques sièges à partir de 1980 dans des législatifs communaux (Bienne) et cantonaux. Il lance plusieurs initiatives populaires cantonales et, sur le plan fédéral, l'initiative "Pour une formation professionnelle et un recyclage garantis", clairement rejetée en 1986. 
Vers 1980, il commence à s'éloigner du trotskisme. Des signes d'essoufflement apparaissent vers 1985; le dernier congrès du parti a lieu en 1987 et les structures nationales encore existantes sont dissoutes en 1991. La Brèche, organe du parti, survit jusqu'en 1994.

## Anciens partisans ou membres
- Élisabeth Baume-Schneider, membre du Gouvernement jurassien puis du Conseil des États[2]
- Therese Frösch, membre du Conseil national[2]
- Josef Lang, membre du Conseil national[2]
- Daniel Vasella, PDG et président de Novartis[2].